# Ruth Worsley
Ruth Worsley (* 1962 in Hampton, Middlesex) ist eine britische anglikanische Theologin. Seit September 2015 ist sie Suffraganbischöfin von Taunton in der Diözese Bath und Wells der Church of England.

## Leben
Ruth Elizabeth Worsley wuchs in Ashford und Staines in der Einflugschneise des Flughafens Heathrow auf. Sie studierte zunächst Englische Literaturwissenschaft, Theologie und Biblische Theologie (Biblical Studies) an der University of Manchester. Während ihrer Ausbildung zur Krankenschwester am Tameside General Hospital in den 1980er Jahren verspürte sie den Wunsch, im religiösen Bereich tätig zu sein. Sie war als Laienpriesterin (Lay Minister) tätig  und übernahm ehrenamtliche und freiwillige Aufgaben in der pastoralen Arbeit ihrer Gemeinde. Nach dem Umzug ihrer Familie nach Nottingham in den 1990er Jahren begann sie mit ihrem Magisterstudium   für den kirchlichen Dienst (als „MA in Mission and Ministry“). Später arbeitete sie als Kaplanin (Chaplain) für Eheleute und Familien von Studenten am St John’s Theological College in Nottingham.
Zur Vorbereitung auf ihr eigenes Priesteramt besuchte sie 1995 ebenfalls das St John’s College in Nottingham, ein Theologisches College der Anglikanischen Kirche. Im September 1996 wurde sie zur Diakonin geweiht. 1997 folgte ihre Priesterweihe. Ihre Priesterlaufbahn begann sie als Vikarin (Curate) in Nottingham in der Gemeinde Hyson Green mit Zuständigkeit für die Gemeinde in Forest Fields. 2001 wurde sie dort Pfarrerin (Priest in Charge).
Von 2006 bis 2008 war sie Bezirksdekanin (Area Dean) in North Nottingham. 2008 wurde sie in Teilzeit Bezirksdekanin von Nottingham South und übernahm eine halbe Stelle als Pfarrerin (half-time Priest in Charge) an der St. Christopher’s Church in Sneinton mit Zuständigkeit für die St Philip's-Gemeinde. Als Bezirksdekanin war sie für einige der ärmsten Stadtteile und Gemeinden Nottinghams verantwortlich. Von 2007 bis 2010 war sie Dekanin (Dean) des Women’s Ministry in der Diözese Southwell und Nottingham und Ehrenkanonikerin (Honorary Canon) am Southwell Minster. 2009 wurde sie zum Ehrenkaplan (Honorary Chaplain to the Queen; HCQ) der Königin ernannt; dieses Amt gab sie mit ihrer Ernennung zur Bischöfin jedoch später auf.
2010 übernahm sie das Amt des „Parish Development Officer“ für den Bezirk Woolwich in der Diözese von Southwark mit Sitz in Bermondsey. Im Februar 2013 wurde sie Archidiakonin (Archdeacon; Vorsteher eines Kirchensprengels) von Wiltshire in der Diözese von Salisbury. Dieses Amt gab sie mit ihrer Ernennung zur Bischöfin auf.
Am 30. Juni 2015 wurde ihre Ernennung zur Suffraganbischöfin von Taunton in der Diözese Bath und Wells bekanntgegeben. Sie wurde Nachfolgerin von Peter Maurice, der das Amt seit 2006 innehatte und zum 30. April 2015 in den Ruhestand getreten war. Am 29. September 2015 wurde sie von Justin Welby, dem Erzbischof von Canterbury, während eines Gottesdienstes in der St Paul’s Cathedral in London zur Bischöfin geweiht. Am 3. Oktober 2015 wurde sie in der Wells Cathedral offiziell in ihr Amt als Bischöfin eingeführt. Ihre erste Amtshandlung als Suffraganbischöfin von Taunton war die Ernennung und Bestätigung von neun Laienpriestern (Lay Readers).

## Privates
Ruth Worsley ist verheiratet. Ihr Mann Howard Worsley ist ebenfalls Pfarrer der Anglikanischen Kirche. Sie haben drei gemeinsame Kinder: Nathanael, Jonathan and Benjamin. Zu ihren Hobbys gehören Outdoor-Aktivitäten wie Spazierengehen und Segeln, Lesen (insbesondere Romane), Saxofonspielen und Singen.